# База (зупинний пункт)
Ба́за — пасажирський залізничний зупинний пункт Полтавської дирекції Південної залізниці.
Розташований на півночі Гребінки, Гребінківського району Полтавської області (поруч Гребінківський елеватор та ДП «База-32» Південної залізниці) на лінії Прилуки — Гребінка між станціями Гребінка (4 км) та Пирятин (12 км).
З'явилась у 1958 році.
На зупинному пункті зупиняються приміські поїзди.